# 1st Kansas Infantry
Le 1st Kansas Volunteer Infantry Regiment est un régiment d'infanterie qui sert dans l'armée de l'Union pendant la guerre de Sécession.

## Service
Le 1st Kansas Infantry est organisé au camp Lincoln près de Leavenworth, Kansas, du 20 mai - 30 juin 1861 et est enrôlé pour trois ans. Le plus grand nombre d'hommes recrutés se fait entre le 20 mai et le 3 juin. Il entre en service sous le commandement du colonel George Washington Dietzler (en).
Le régiment part pour Wyandotte, de là à Kansas City et à Clinton, dans le Missouri, pour rejoindre le général Lyon, ente le 7 juin et le 13 juillet 1861. Attaché à brigade de Dietzler de l'armée de l'Ouest de Lyon. Affecté au département du Missouri jusqu'en février 1862, puis au département du Kansas jusqu'en juin 1862. Il est attaché au district de Columbus, au Kentucky, au sein du département du Tennessee, jusqu'en septembre 1862. Il appartient à la 1st brigade de la 6th division du district de Corinth dans le département du Tennessee jusqu'en novembre 1862, puis à la 1st brigade de la 6th division, de l'aile gauche du XIII corps du département du Tennessee jusqu'en décembre 1862 et à la 1st brigade de la 6th division du XVI corps de l'armée du Tennessee jusqu'en janvier 1863. Il est affecté à la 1st brigade de la 6th division du XVII corps jusqu'en juillet 1863. Il est au sein du district de Vicksburg, Mississippi jusqu'en septembre 1863. Le régiment appartient à la 1st brigade de la 1st division du XVII corps jusqu'en août 1864. Le régiment n'est pas rattaché au sein de la 2th division du XIX corps dans le département du Golfe jusqu'en décembre 1864. Il est dans le district de l'est de l'Arkansas au sein du VII corps dans le département de l'Arkansas jusqu'en janvier 1865. Il est au quartier général du département de l'Arkansas jusqu'en août 1865.
Le 1st Kansas Infantry est quitte le service actif le 30 août 1865.

## Service détaillé

### Service dans le Missouri
- Action à Dug Springs, Missouri le 2 août 1861.
- À Springfield, Missouri, jusqu'au 7 août 1861.
- Bataille de Wilson's Creek le 10 août 1861.
- Marche vers Rolla, Missouri. du 11 au 22 août 1861 puis vers Saint-Louis, Missouri, et service sur le chemin de fer Hannibal & St. Joseph jusqu'en octobre.
- Service à Tipton, Missouri, à la garde du Mchemin de fer du Missouri Pacifique, d'octobre 1861 à janvier 1862.
- Expédition à Milford, Missouri, du 15 au 19 décembre 1861.
- Shawnee Mound, Milford, le 18 décembre 1861.
- À Lexington jusqu'en février 1862.
- Part pour Fort Leavenworth, au Kansas, en prévision de l'expédition du Nouveau-Mexique du général Curtis d'avril et de mai.

### Service avec la brigade de McPherson
- Envoyé à Columbus, Kentucky, et service à la garde du chemin de fer de Mobile et de l'Ohio. Quartier général à Trenton, Tennessee, jusqu'en septembre.
- Brownsburg le 4 septembre 1862.
- Trenton le 17 septembre 1862.
- Part pour Jackson, Tennessee, et service sur place jusqu'au mois de novembre.
- Marche pour secourir Corinth, Mississippi du 3 au 5 octobre 1862.
- Poursuite de Ripley du 5 au 12 octobre
- Actions à Chewalla (en) et Big Hill, le 5 octobre 1862.
- Part vers Grand Junction le 2 novembre 1862.
- Opérations sur le chemin de far central du Mississippi vers la rivière Yocknapatalfa de novembre 1862 à janvier 1863.

### Service lors de lacampagne de Grant dans le centre du Mississippi.
- Part pour Moscow, et de là, pour Memphis, Tennessee, et pour Young's Point, Louisiana, le 17 janvier 1863.
- Régiment monté 1er février 1863.
- Part pour Lake Providence , le 8 février 1863, et service auprès du prévôt jusqu'en juillet.
- Actions à Old Fleuve, Hood's Lane, Black Bayou et près de Lake Providence, le 10 février 1863.
- Pin Hood et Caledonia, Bayou Macon, 10 mai 1863.
- Expédition vers Mechanicsburg du 26 mai au 4 juin 1863.
- Repousse l'attaque sur Providence le 9 juin 1863.
- Baxter's Bayou et Lake Providence, le 10 juin 1863.
- Bayou Macon 10 juin 1863.
- Richmond , le 16 juin 1863.
- Lake Providence 29 juin 1863.
- Part pour Natchez, les 12 et 13 juillet, et service là-bas jusqu'en octobre.
- Expédition sur Harrisonburg, Louisiane, du 1er au 8 septembre 1863
- Cross Bayou 14 septembre 1863.
- Part pour Vicksburg, Mississippi, en octobre, et service sur le Big Black River et près de Haynes' Bluff jusqu'en juin 1864.
- Big Black River le 8 octobre 1863.
- Reconnaissance de Bovina Station jusqu'à Baldwyn's Ferry le 1er novembre 1863.
- Reconnaissance de Baldwyn's Ferry le 14 janvier 1864.
- Expédition jusqu'à la Yazoo River du 19 au 23 avril 1864.
- Expédition de McArthur de Yazoo City du 4 au 21 mai 1864.
- Benton (en) du 7 au 9 mai 1864.
- Luce's Plantation 13 mai 1864.
- Départ pour Fort Leavenworth, au Kansas, le 1er juin 1864.
- Attaqué sur un bateau fluvial près de Columbus, Kentucky, le 2 juin 1864.
- Libéré du service le 19 juin 1864.

### Service supplémentaire par les compagnie de vétérans volontaires
- Vétérans en service dans le district de Vicksburg, Mississippi, jusqu'en août 1864.
- Envoyé à Morganza, La., le 29 juillet 1864.
- Opérations dans les environs de Morganza du 16 au 25 septembre 1864
- Près d'Alexandria, le 20 septembre 1864.
- Atchafalaya , le 5 octobre 1864.
- Envoyé à White River, Ark., le 7 octobre 1864, et de là, à Little Rock, Ark., le 7 décembre 1864. En service en tant que garde et escorte de l'état-major, département de l'Arkansas, jusqu'en août 1865.
- Vétérans volontaires quittent le service le 30 août 1865.

## Pertes
Le régiment perd un total de 252 hommes pendant le service ; 7 officiers et 120 soldats sont tués ou blessés mortellement, 3 officiers et 122 soldats sont morts de maladie.

## Commandants
- Colonel George Washington Deitzler
- Colonel William Roberts Y.
- Colonel O. E. Learnard

## Membres notables
- Capitaine Powell Clayton - gouverneur de l'Arkansas (1868-1871) ; Sénateur des États-Unis de l'Arkansas (1871-1877)
- Capitaine Daniel McCook Jr. (en), compagnie H - brigadier généra, tué à la bataille de Kennesaw Mountain
- Capitaine Lewis Stafford, compagnie E - éponyme du comté de Stafford, Kansas, tué à Young Point, Paroisse de Madison, en Louisiane[1].
- Second lieutenant Caleb S. Pratt (en), compagnie A - éponyme du comté de Pratt, Kansas, tué à la bataille de Wilson's Creek[2]
- Sergent « Daniel » Mullhattur, compagnie C - Une femme servant comme un homme sous un nom d'emprunt.
- Capitaine/Aumônier « James Naismith », l'inventeur du basket-ball, service militaire pendant la première guerre mondiale

Mullhattur, sous le nom masculin de « Daniel », s'est enrôlée dans la compagnie C le 14 juin 1861. Elle atteint le grade de sergent jusqu'à ce qu'elle meurt de maladie en juillet 1863, à Lake Providence. Son sexe est découvert lorsque son corps est préparé pour l'enterrement. Un témoin à l'hôpital l'a décrite comme « plus grande que la taille moyenne d'une femme avec des traits fortement marqués, de sorte que, avec le recours de l'habillement d'un homme elle avait tout à fait un aspect masculin ».